# Duitse bunker munitiedepot
Duitse bunker munitiedepot is een Duitse bunker gebouwd tijdens Eerste Wereldoorlog, ze is gelegen in de West-Vlaamse gemeente op de Lerberghevoetweg te Lichtervelde.

## Geschiedenis
Lichtervelde vormde een belangrijk logistiek steunpunt voor de bevoorrading van het front tijdens Wereldoorlog I. Het dorp was belangrijk op strategisch vlak; Lichtervelde had de kruising van 2 spoorlijnen: Brugge-Kortrijk en Gent-Duinkerke. Het dorp speelde rol als draaischijf voor de aanvoering van nieuwe (Duitse) manschappen en materiaal. Tegelijkertijd ook als een mikpunt voor de geallieerden.
In het jaar 1916 werden bij ongeveer alle stations van de lijn Brugge-Kortrijk munitie of materiaaldepots aangelegd.

## Beschrijving
"Betonnen militaire constructie met langwerpig, rechthoekig grondplan van grosso modo twaalf op drie meter. Het beton is gegoten tegen een houten bekisting. Het dak van de constructie is lichtjes gebogen en ongeveer 120 centimeter dik, terwijl de muren ongeveer 55 centimeter dik zijn. De twee toegangen, één aan noordelijke en één aan zuidelijke zijde, zijn schuin tegenover elkaar gelegen. Eén toegangsmuurtje is afgebroken."
- Inventaris van het Bouwkundig Erfgoed (Vlaanderen): 217018